# Sund, Åland
Sund là một đô thị của Åland, một lãnh thổ tự trị của Phần Lan, là một địa danh phong phú về lịch sử và văn hóa, là một trong 27 danh thắng quốc gia Phần Lan.
Sund có dân số 1.052 người (2007) và diện tích 112,70 km² trong đó có 4,20 km² là diện tích mặt nước. Mật độ dân số là 9,7 người trên mỗi km².
Dân đô thị này chỉ sử dụng tiếng Thụy Điển.